# Smelowskia altaica
Smelowskia altaica är en korsblommig växtart som först beskrevs av Evgeniia Georgievna Pobedimova, och fick sitt nu gällande namn av Viktor Petrovitj Botjantsev. Smelowskia altaica ingår i släktet Smelowskia och familjen korsblommiga växter. Inga underarter finns listade i Catalogue of Life.